# Acronicta myricae
Acronicta myricae là một loài bướm đêm trong họ Noctuidae.